# Maskarenenzwaluw
De maskarenenzwaluw (Phedina borbonica) is een zangvogel uit de familie Hirundinidae (zwaluwen).

## Verspreiding en leefgebied
Deze soort broedt op Madagaskar, Mauritius en Réunion. Buiten de broedtijd verblijft deze vogel ook wel in oostelijk Afrika. Er zijn twee ondersoorten:
- P. b. madagascariensis: Madagaskar.
- P. b. borbonica: Mauritius en Réunion.

## Status
De grootte van de populatie is niet gekwantificeerd maar de soort wordt omschreven als plaatselijk vrij algemeen op Madagaskar en zeer algemeen op Mauritius en Réunion. Op de Rode lijst van de IUCN heeft deze soort de status niet bedreigd.